# مارگارت متیوز
مارگارت متیوز (انگلیسی: Margaret Matthews؛ زادهٔ ۵ اوت ۱۹۳۵) دونده سرعت و ورزشکار پرش طول اهل ایالات متحده آمریکا بود.
وی در مسابقات کشوری و بین‌المللی در مجموع برندهٔ ۱ مدال نقره، ۱ مدال برنز شده‌است.